# تاکاهیسا ایوامورا
تاکاهیسا ایوامورا (ژاپنی: 岩村 貴久؛ زادهٔ ۱۱ مهٔ ۱۹۷۸) یک بازیکن فوتبال اهل ژاپن است.
از باشگاه‌هایی که در آن بازی کرده‌است می‌توان به باشگاه فوتبال سانفریس هیروشیما اشاره کرد.